# Anders Samuelsen
Anders Samuelsen (Horsens, 1 augustus 1967) is een Deens politicus. Hij is lid van de Liberal Alliance, waarvan hij tussen 2009 en 2019 tevens de politiek leider was. Eerder was hij tot 2007 lid van de sociaalliberale partij Radikale Venstre. Samuelsen was onder meer actief als Europarlementariër (2004–2007) en minister van Buitenlandse Zaken (2016–2019).

## Biografie
Samuelsen werd geboren in Horsens en is de zoon van Radikale Venstre-politicus Ole Samuelsen (1932–1996) en lerares Anna Holm. Zijn vader was eveneens universitair docent en had een drankprobleem. Hij heeft vier broers en zussen, onder wie Mette Bock (1957), die namens Liberal Alliance parlementslid en tussen 2016 en 2019 minister van Cultuur was.
Samuelsen studeerde politieke wetenschappen aan de Universiteit van Aarhus. Hij werkte van 1994 tot 1998 als projectcoördinator in de Castberggård dovenschool in Urlev. In 1992 huwde hij met Lajla Dam Samuelsen, met wie hij twee zoons kreeg. Samuelsen scheidde van zijn vrouw in 2009. Hij had drie jaar een relatie met de Deense operazangeres Susanne Elmark.

### Politieke loopbaan
Anders Samuelsen begon zijn politieke loopbaan bij de sociaalliberale partij Radikale Venstre. Hij kwam op bij de lokale verkiezingen in Horsens en Holbaek en zetelde in lokale bestuursorganen. In december 1997 en tussen 1998 en 2001 zetelde hij als waarnemend lid in het Folketing, het nationale parlement. Bij de Deense parlementsverkiezingen van 2001 werd hij voor het eerst verkozen als volwaardig parlementslid.
In 2004 stelde Samuelsen zich kandidaat bij de Europese parlementsverkiezingen, waarbij hij verkozen werd in het Europees Parlement. Hierin had hij zitting vanaf 20 juli 2004. In mei 2007 verliet Samuelsen zijn partij Radikale Venstre en stichtte hij de liberale partij Ny Alliance, die een jaar later de naam Liberal Alliance zou krijgen. Toen deze partij in november 2007 vijf zetels veroverde bij de Deense parlementsverkiezingen, trad Samuelsen vroegtijdig af als Europarlementariër en keerde hij terug naar het Folketing. Hij werd in het Europees Parlement vervangen door Johannes Lebech.
In januari 2009 werd Samuelsen partijleider van de Liberal Alliance. Onder zijn leiding boekte de partij zowel bij de Deense verkiezingen van 2011 als die van 2015 vier zetels winst, waarmee de partij uitkwam op 13 zetels. In november 2016 stapte de Liberal Alliance in een coalitieregering onder leiding van premier Lars Løkke Rasmussen (Venstre). Samuelsen werd in dit kabinet benoemd tot minister van Buitenlandse Zaken. In die functie stuurde hij speciale troepen naar Syrië in het kader van de Operatie Inherent Resolve en ook werden meer Deense militairen ingezet in Afghanistan.
Bij de Deense verkiezingen van 2019 kreeg de Liberal Alliance een gevoelige dreun door negen van haar dertien zetels te verliezen. De partij verdween daarmee opnieuw in de oppositie. Samuelsen, die zijn ministerschap moest beëindigen, verloor het vertrouwen binnen zijn partij en stapte op als partijleider. Hij keerde ook niet terug in het Folketing.
- International Standard Name Identifier: 0000 0000 4366 4932
- Library of Congress Control Number: nb2005011372
- Nederlandse Thesaurus van Auteursnamen: 290507103
- Virtual International Authority File: 38893935
- WorldCat: E39PBJjhyFYdbmHWgT6X4Xj9jC